# Giovanni Paolo Dolfin
(Frase detta durante la sua visita a Nembro, indirizzata ai Pricipi suoi figliuoli)
Giovanni Paolo Dolfin, anche noto come Gian Paolo o Giampaolo (Sebenico, 4 gennaio 1736 – Bergamo, 19 maggio 1819) è stato un vescovo cattolico italiano.

## Biografia

### Origini e formazione
Secondogenito di sette fratelli, nacque da genitori patrizi, figlio di Antonio Dolfin del ramo "di San Maurizio" e di Daria Laghi. Il padre aveva ricoperto incarichi politici e militari in Dalmazia e quando Giovanni Paolo venne alla luce era comandante della rocca di San Nicolò a Sebenico. Nel 1754 fu nominato provveditore a Macarsca, provveditore generale a Spalato (1762-1764) e, tornato in terraferma, podestà di Monselice.
Dopo una prima educazione scolastica ricevuta a Venezia, fu avviato alla carriera ecclesiastica. Da quindicenne entrò nella Congregazione dei canonici regolari lateranensi della monastero della Carità. Nel 1758 fu ordinato sacerdote e l'anno successivo conseguì la laurea in filosofia e teologia presso il monastero di San Giovanni in Monte di Bologna, anch'esso sede dei lateranensi.
Grazie alla vastissima cultura umanistica ed ecclesiastica (ma aveva anche un'ottima conoscenza delle lingue classiche e moderne) fu inviato come lettore di teologia al monastero di San Giovanni in Verdara, a Padova, dove rimase sino al 1771. Fu quindi nominato abate di governo del monastero della Carità e quindi abate titolare di Santa Maria di Mercatello.

### Il vescovato di Ceneda e il trasferimento a Bergamo
Il 27 giugno 1774 fu nominato vescovo di Ceneda. Entrò in diocesi l'8 dicembre successivo ma vi rimase appena due anni e mezzo: il 28 luglio 1777, infatti, fu trasferito alla sede di Bergamo essendo improvvisamente morto il vescovo Marco Molin. Era questa una delle diocesi più importanti della Repubblica di Venezia, con 220.000 abitanti e una mensa vescovile che garantiva 6.000 scudi romani annui.
Fece il suo ingresso a Bergamo nel maggio 1778. La sua politica continuò le idee che aveva già maturato durante gli anni di insegnamento: autodefinitosi seguace della scuola agostiniana, mantenne un atteggiamento di equidistanza nel dibattito sulla teologia morale che opponeva tra loro correnti di intransigenti e lassisti. Invero, fu anche oggetto di critiche a causa della debolezza di carattere e di una certa incostanza, cui si univa la preoccupazione a non dispiacere alle autorità, sia civili che ecclesiastiche.
Uno dei suoi primi provvedimenti fu l'organizzazione di una visita pastorale che svolse tra il 1779 e il 1781 toccando tutta la diocesi. Nel frattempo si distinse per alcune decisioni intransigenti, come l'abolizione di tutte le solennità non previste dalla Chiesa (1778), confermata poi da una lettera in cui raccomandava i parroci a moderare lo svolgimento delle funzioni, invitandoli a non dissipare rendite ed elemosine in spese superflue (1780). Indice del suo rigore fu anche l'ordine rivolto ai confessori - rimproverati perché assolvevano troppo facilmente - di chiedere ai penitenti assicurazioni sull'onestà dei contratti da questi stipulati (1779).

### L'opposizione interna
Nello stesso periodo si avvicinò alla corrente gesuitica (opposta ai giansenisti) che risultava particolarmente forte proprio a Bergamo. Qui operava infatti Luigi Mozzi, nobile ed intellettuale, nonché ex gesuita, che condizionava l'intera cultura cattolica della città.
Sotto questa influenza, il Dolfin cominciò a guardare con sospetto al monastero di San Paolo d'Argon, dove viveva un gruppo di giansenisti formato, tra gli altri, da Giuseppe Pujati, Giovanni Girolamo Calepio e Costantino Rottigni. Prese così parte al Collegio apostolico, un'associazione religiosa promossa dalla badessa di Santa Chiara Maria Antonia Grumelli Podrecca i cui membri erano legati da vincoli severi e di segretezza che si proponeva di diffondere la religiosità gesuitica tramite gli insegnamenti di sant'Ignazio di Loyola e la devozione al Sacro Cuore di Gesù.
Già nel 1779 il vescovo riuscì a ottenere dalla Santa Sede una speciale indulgenza legata alla celebrazione di tale culto. Questa iniziativa scatenò però il dissenso del partito avverso, che contava seguaci non solo nel monastero di San Paolo, ma anche all'interno del capitolo della cattedrale. La polemica, basata su un botta e risposta attraverso pubblicazioni, vide infine l'intervento degli inquisitori di Stato che imposero il silenzio a tutti i contendenti, compreso il Dolfin (1781).
Terminata la visita pastorale nel 1781, il vescovo cominciò i preparativi per un sinodo che tuttavia, dopo vari rinvii, non venne celebrato. A pesare, probabilmente, la permanenza di un vivace gruppo di contestatori e anche le disposizioni della Santa Sede che, dopo il noto sinodo di Pistoia, avevano sconsigliato di organizzare altri eventi del genere al di fuori dello Stato della Chiesa.
Nell'ottobre 1784 Venezia concluse un accordo con il Ducato di Milano tramite il quale i confini della diocesi di Bergamo e dell'arcidiocesi di Milano venivano modificati in base ai confini politici; di conseguenza, quarantatré parrocchie milanesi passavano a Bergamo, mentre Fara Gera d'Adda veniva ceduta a Milano. È interessante notare come il Dolfin, vescovo di stretta osservanza romana, fece pressioni perché la decisione ultima fosse rimessa nelle mani della Santa Sede, la quale confermò quanto già stabilito nel 1786.
Dopo il 1790 l'attività pastorale del Dolfin si fece meno intensa e costante, limitandosi quasi esclusivamente all'ordinaria amministrazione.

### Il periodo francese e austriaco

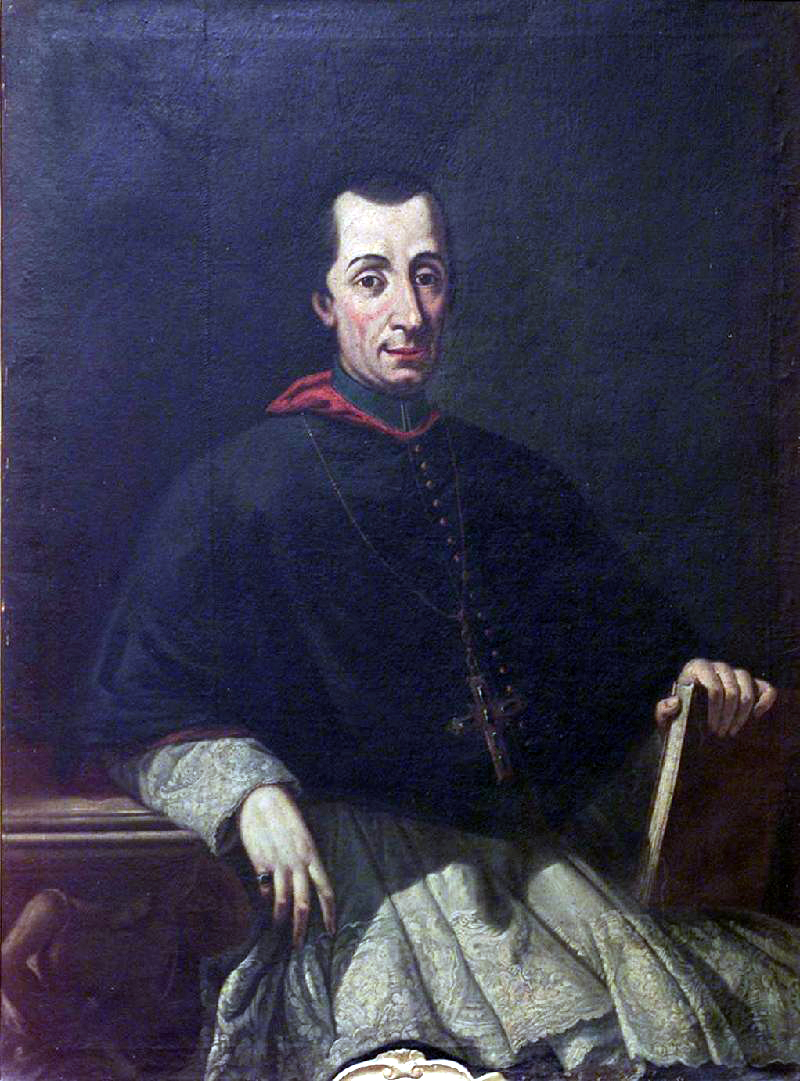
Ritratto Giovanni Paolo Dolfin del XVIII secolo

Nel dicembre del 1796 Bergamo fu occupata dall'armata d'Italia, l'esercito rivoluzionario francese agli ordini di Napoleone Bonaparte. Il Dolfin, che prima di allora si era dimostrato contrario alle idee rivoluzionarie, aderì alle posizioni otranziste del Mozzi e invitò la popolazione a collaborare con gli invasori. Quando in seguito una rivolta antiaristocratica porto all'istituzione di un governo rivoluzionario in città, il vescovo si affrettò a giurargli fedeltà e invitò i parroci a fare altrettanto dal momento che «ogni potestà viene da Dio». Nei mesi successivi continuò ad assecondare le disposizioni del nuovo governo, arrivando perfino a prescrivere al clero la rinuncia all'abito talare e a limitare l'esercizio pubblico del culto.
Questo atteggiamento servile non fu troppo diverso da quello di tanti altri vescovi. Ma, a differenza di altrove, gli procurò non poche difficoltà il permanere di un partito di intransigenti che lo osteggiava denunciandone la debolezza.
Con l'arrivo degli Austriaci nel 1799, il Dolfin si affrettò ad aderire al nuovo governo, preoccupandosi di ripristinare la disciplina ecclesiastica. Addirittura, istituì una congregazione di otto sacerdoti per processare i membri del clero che avevano dato occasione di scandalo; pare che lo stesso vescovo venne condannato finché, al termine del conclave del 1799-1800, ritrattò gli errori commessi di fronte al neoeletto Pio VII.
Al ritorno dei Francesi (1800), il Dolfin confermò il suo comportamento servile con il nuovo regime. Nel 1802 fu inviato ai Comizi nazionali di Lione per la costituzione della Repubblica Italiana quale rappresentante della città di Bergamo.
Va detto che la sua politica accondiscendente permise di salvaguardare gli interessi religiosi in modo più efficace rispetto ad altri vescovi più intransigenti. In particolare, condusse un'efficace azione sulla formazione dei chierici che portò a numerose ordinazioni sacerdotali; dovette muoversi con maggior discrezione dopo l'intervento del ministro dei Culti Giovanni Bovara nel 1810. Riuscì inoltre a coinvolgere nell'amministrazione diocesana il vescovo di Ascoli Piceno Giovanni Francesco Capelletti e quello di Cagli Alfonso Cingari, che erano stati confinati a Bergamo per la loro opposizione al regime.
Tra gli interventi in sintonia con il governo, si citano le disposizioni in fatto di matrimoni e l'adozione del "catechismo imperiale" in sostituzione di quello romano. Nel 1811 con il suo segretario Giuseppe Ronchetti partecipò al concilio nazionale di Parigi, mentre l'anno successivo elargì un'offerta in favore della campagna di Russia.
Nel 1814, tornati gli Austriaci, il Dolfin cambiò nuovamente politica emanando provvedimenti severi per la disciplina del clero. Tra gli ultimi suoi atti, il riordino dei vicariati che furono ridotti di numero.

## Genealogia episcopale
La genealogia episcopale è:
- Cardinale Scipione Rebiba
- Cardinale Giulio Antonio Santori
- Cardinale Girolamo Bernerio, O.P.
- Arcivescovo Galeazzo Sanvitale
- Cardinale Ludovico Ludovisi
- Cardinale Luigi Caetani
- Cardinale Ulderico Carpegna
- Cardinale Paluzzo Paluzzi Altieri degli Albertoni
- Cardinale Gaspare Carpegna
- Cardinale Fabrizio Paolucci
- Cardinale Francesco Barberini
- Cardinale Angelo Maria Querini, O.S.B.Cas.
- Cardinale Lodovico Calini
- Vescovo Giovanni Paolo Dolfin, C.R.L.

### Esplicative
1. ↑  Giuseppe Ronchetti in una nota riportata nell'Archivio Parrocchiale di Nembro, trascritta in  Giovanni Bergamelli, Storia della parrocchia di Nembro: nel bicentenario della consacrazione della Chiesa Arcipresbiterale Plebana di San Martino Vescovo (1790-1990), Nembro, Parrocchia di S. Martino, 1992,  p. 498, SBN LO11202009.
2. ↑  I Laghi erano una famiglia luganese di recente nobiltà.

### Bibliografiche
1. ↑   Giovanni Bergamelli, Storia della parrocchia di Nembro: nel bicentenario della consacrazione della Chiesa Arcipresbiterale Plebana di San Martino Vescovo (1790-1990), Nembro, Parrocchia di S. Martino, 1992,  pp. 495-498, SBN LO11202009.
2. ↑   Francesco Dendena, Giacomo Girardi e Emilio Scaramuzza, Tra Rivoluzione e Risorgimento: Repertorio delle opere stampate a Milano (1796-1848) (PDF), Università della Svizzera italiana, 2024,  p. 231. URL consultato il 13 febbraio 2025.